# Bendigo (Schiff, 1941)
Die HMAS Bendigo (J187) war eine nach der Stadt Bendigo, Victoria, benannte Korvette der Bathurst-Klasse der Royal Australian Navy während des Zweiten Weltkriegs. Insgesamt 60 Schiffe dieser Klasse wurden während des Krieges in Australien als Teil des Kriegsnotprogramms als Minensucher gebaut, 36 für die Royal Australian Navy, 20 (darunter auch die Bendigo) im Auftrag der britischen Admiralität, aber von der Royal Australian Navy bemannt und eingesetzt, und vier weitere für die Royal Indian Navy.
Die ersten zwei Monate nach der Indienststellung war der Minensucher in Darwin stationiert, bevor er am 21. September nach Singapur verlegt und dort Teil des China-Geschwaders wurde. Die verbleibenden Monate bis zum Ausbruch des Krieges im Pazifik verbrachte die Bendigo mit Geleitschutz, Minensuche und Patrouillen im Gebiet um Singapur. Ende November 1941 bildete sie zusammen mit ihren Schwesterschiffen Maryborough, Burnie und Goulburn die 21. Minenräumflottille. Bis Ende Januar 1942 führten die Schiffe von Singapur aus weiterhin im Gebiet um die Stadt bis südlich nach Berhala und der Bangkastraße ihre Geleit- und Minenräumtätigkeiten durch, um den Verstärkungkonvois den Weg nach Singapur freizuhalten. Am 2. Februar erlitt der Minensucher bei einem japanischen Luftangriff durch zwei Nahtreffer umfangreiche Splitterschäden. Drei Tage später half er bei der Evakuierung des großen Truppentransporters Empress of Asia. Der vollbeladene Transporter, Teil des letzten Konvois, der Singapur erreichte, war kurz vor dem Erreichen des Hafens bei einem Luftangriff getroffen worden, worauf mittschiffs große Brände ausbrachen, die nicht mehr unter Kontrolle zu bekommen waren. Zusammen mit Yarra, Wollongong, Sutlej und Danae konnten jedoch fast alle der über 2500 Menschen an Bord gerettet werden, beim Verlust des Schiffes waren lediglich 20 Tote zu beklagen. Am 6. Februar abends verließ die Bendigo Singapur, sie übernahm erst für einige Stunden die Rolle eines Feuerschiffes, um einen auslaufenden Konvoi durch die Minenfelder vor der Stadt zu leiten und lief dann zusammen mit der Wollongong nach Palembang, wo sich die beiden Schiffe mit den Minensuchern Ballarat und Toowoomba trafen. Als Teil der ABDA-Flotte operierten die Schiffe dann im Gebiet zwischen Sumatra und Java.
Als die Lage in diesem Kriegsschauplatz nach der verlorenen Schlacht in der Javasee endgültig hoffnungslos und das ABDA-Kommando aufgelöst wurde, verlegte die Bendigo zusammen mit den meisten anderen Minensuchern nach Tjilatjap an der Südküste Javas. Auf dem Weg dorthin trennte sie sich zusammen mit der Burnie von den anderen Schiffen, um nach Überlebenden des niederländischen Frachters Boero zu suchen. 15 Besatzungsmitglieder des Frachters wurden gefunden und gerettet. Kurz nach ihrer Ankunft in Tjilatjap verließen beide Minensucher den Hafen wieder, um nach dem Frachter Sloter-Dijk zu suchen, der von einem U-Boot angegriffen worden war, das Schiff konnte jedoch nicht gefunden werden. Wieder in Tjilatjap angekommen, nahm die Bendigo mehrere Mitglieder des Stabes von Commodore J. A. Collins sowie einige Zivilisten und 72 Besatzungsmitglieder des in der Schlacht in der Javasee versenkten Zerstörers Jupiter an Bord und verließ Java endgültig mit Kurs auf Fremantle. Dort traf das Schiff am 8. März 1942 mit fast aufgebrauchten Treibstoffreserven ein.
Nach seiner Rückkehr nach Australien eskortierte die Bendigo bis Anfang 1944 Konvois in den australischen Küstengewässern sowie auf der Route Australien–Neuguinea. Am 8. März 1943 rettete sie 153 Überlebende des Frachters Jacob, der vor Oro bei einem Luftangriff versenkt worden war, während er sich im Geleit der Bendigo und der Kapunda befand. Am 11. April 1943 versenkte ein U-Boot aus einem Geleit der Bendigo den jugoslawischen Frachter Recina, die zusammen mit der Sloop Moresby durchgeführte Suche nach dem U-Boot blieb jedoch erfolglos. Ab Februar 1944 wurde das Schiff ausschließlich im Gebiet um Neuguinea eingesetzt, bis es sich im März 1945 in den Philippinen der britischen Pazifikflotte anschloss, bei der die Bendigo bis zur Kapitulation Japans blieb und als dessen Teil sie unter anderem zwischen März und Mai 1945 an der Schlacht um Okinawa teilnahm. Nach dem Ende des Krieges räumte sie bis November Minen im Gebiet vor Hongkong und kehrte im Dezember 1945 endgültig nach Australien zurück. Im Februar 1946 beendete die Bendigo ihre aktive Karriere in der australischen Marine und wurde am 27. September 1946 endgültig außer Dienst gestellt.
Am 5. Mai 1947 wurde das inzwischen entwaffnete Schiff an die Firma Ta Hing Co. in Hongkong verkauft und unter dem Namen Cheung Hing als Küstenfrachter eingesetzt. Später kaufte die Marine der chinesischen Volksbefreiungsarmee die ehemalige Korvette und rüstete sie wieder als Kriegsschiff aus. Als Loyang (nach einer Schreibreform im Jahr 1982 Luoyang) soll das Schiff dort noch bis 1988 im Einsatz gewesen sein.